# Viện hàn lâm giáo hoàng về Khoa học xã hội

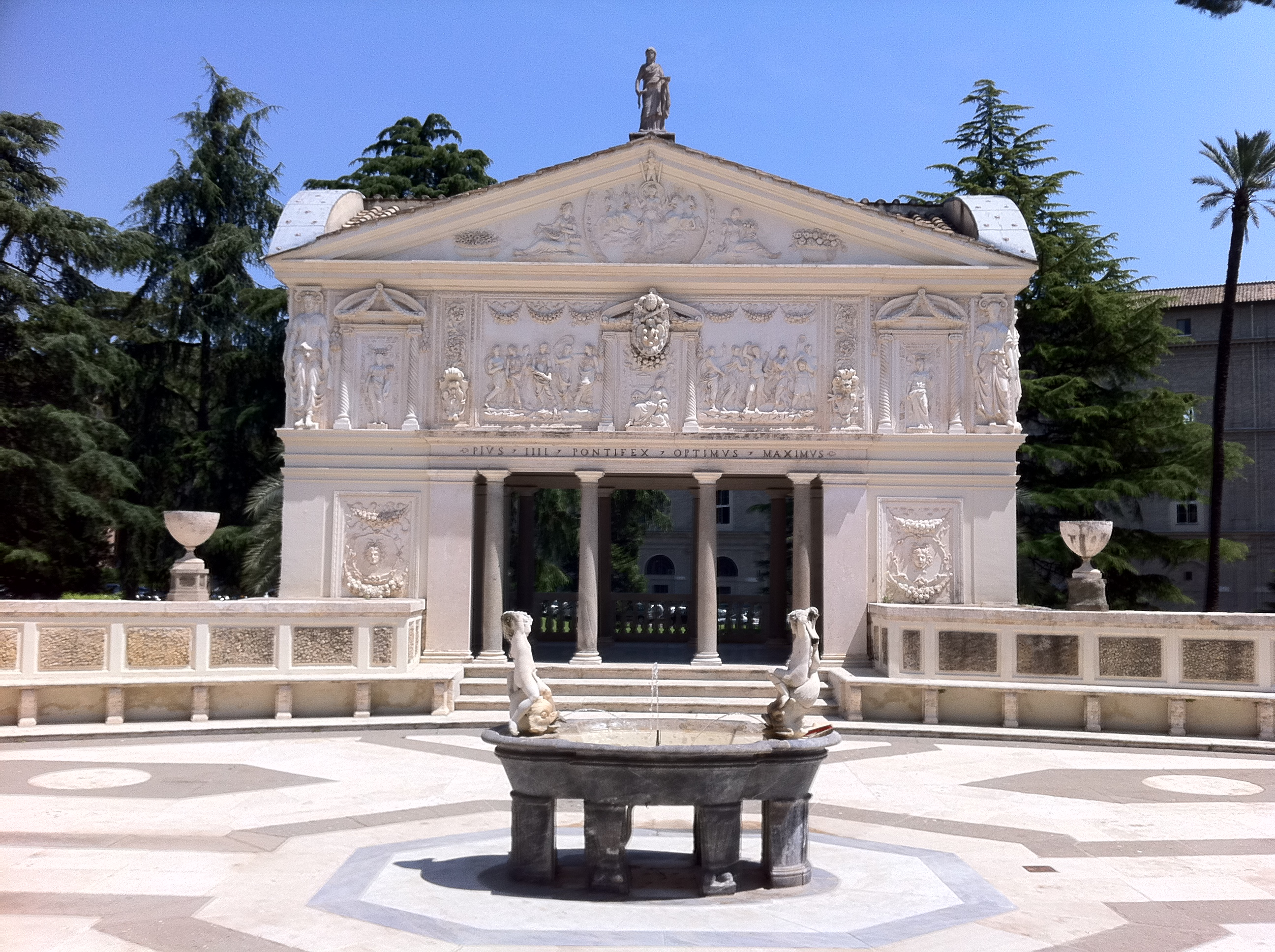
Sân trước Viện hàn lâm

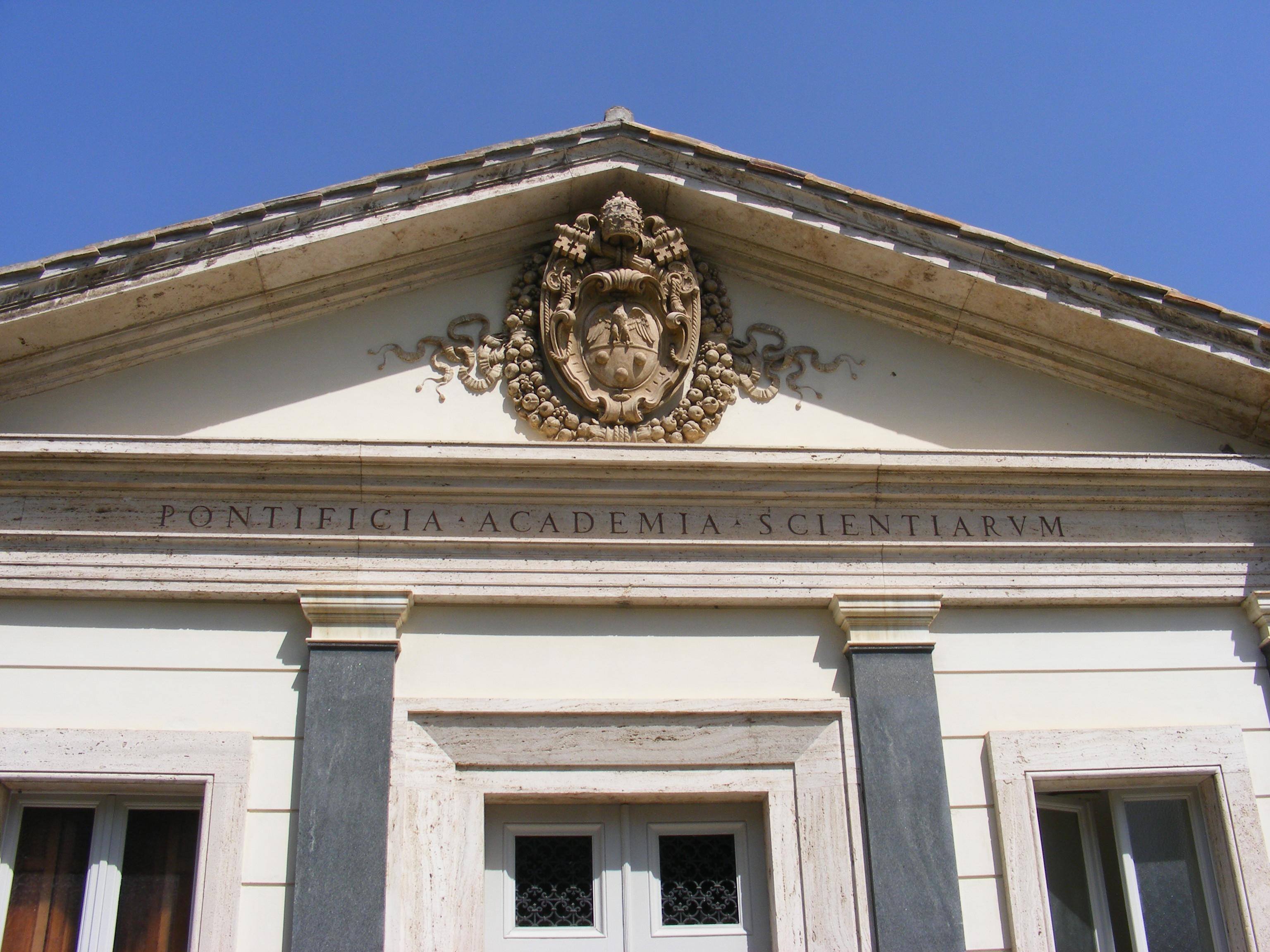
Lối vào Viện hàn lâm

Viện hàn lâm Giáo hoàng về Khoa học xã hội (tiếng Latin: Pontificia Academia Scientiarum Socialium) là một viện nghiên cứu về khoa học xã hội của giáo hội Công giáo Rôma, được giáo hoàng Gioan Phaolô II lập ra trong tháng 1 năm 1994. 
Viện có trụ sở chung với Viện hàn lâm giáo hoàng về Khoa học trong tòa nhà Casina Pio IV (biệt thự Giáo hoàng Piô IV) trong Khu vườn hoa Vatican.

## Lịch sử
Viện hàn lâm Giáo hoàng về Khoa học xã hội được giáo hoàng Gioan Phaolô II thành lập ngày 1.1.1994. Viện có qui chế tự trị, có nhiệm vụ xúc tiến việc nghiên cứu khoa học xã hội, chủ yếu về kinh tế học, xã hội học, luật học và khoa học chính trị.
Viện đã cung cấp cho Giáo hội Công giáo những yếu tố mà giáo hội có thể sử dụng trong việc phát triển học thuyết xã hội Công giáo, và áp dụng học thuyết này vào xã hội đương thời. Viện có quan hệ chặt chẽ với Hội đồng giáo hoàng về Công lý và Hòa bình của Tòa Thánh Vatican.

## Chủ tịch
Edmond Malinvaud được bổ nhiệm làm chủ tịch đầu tiên của Viện (1994-2004). Chủ tịch hiện nay là chủ tịch thứ hai, giáo sư Mary Ann Glendon của Trường Luật Harvard được Giáo hoàng Gioan Phaolô II bổ nhiệm ngày 9.3.2004, cũng là nữ chủ tịch thứ nhì của Viện hàn lâm giáo hoàng. Đức ông Marcelo Sánchez Sorondo làm Chancellor của cả Viện này lẫn Viện hàn lâm Giáo hoàng về Khoa học.

## Danh sách viện sĩ năm 2012
| - Margaret Archer - Kenneth Joseph Arrow - Belisario Betancur - Rocco Buttiglione - Partha Dasgupta - Luís Ernesto Derbez Bautista - Pierpaolo Donati - Gérard-François Dumont - Ombretta Fumagalli Carulli - Mary Ann Glendon - Chủ tịch đương nhiệm - Allen D. Hertzke - F. Russell Hittinger - Paul Kirchhof - Hsin-Chi Kuan - Juan José Llach - Edmond Malinvaud - Chủ tịch đầu tiên - Pierre Manent - Janne Haaland Matlary | - Roland Minnerath - Lubomír Mlcoch - Pedro Morandé Court - Taketoshi Nojiri - Vittorio Possenti - José T. Raga - Mina Magpantay Ramirez - Kevin Ryan - Louis Sabourin - Herbert Schambeck - Johannes Schasching - Michel Schooyans - Joseph E. Stiglitz - Hanna Suchocka - Hans Tietmeyer - Wilfrido V. Villacorta - Hans F. Zacher - Paulus Mzomuhle Zulu |